# Liste der Monuments historiques in Saint-Thierry
Die Liste der Monuments historiques in Saint-Thierry führt die Monuments historiques in der französischen Gemeinde Saint-Thierry auf.

## Liste der Immobilien
| Bezeichnung         | Beschreibung | Standort                   | Kennzeichnung | Schutzstatus | Datum     | Bild           |
| ------------------- | --- | -------------------------- | ------------- | ------------ | --------- | -------------- |
| Kirche St-Hilaire   | aus dem 12. Jahrhundert | Rue du Mont d'Hor (Lage)   | PA00078849    | Classé       | 1921      | weitere Bilder |
| Abtei Saint-Thierry | um 500 gegründet, 1696 aufgelöst und in eine Bischofsresidenz umgewandelt; 1968 durch Benediktinerinnen wiederbesiedelt Kapitelsaal, 12. Jahrhundert; von der Residenz erhalten: Umfassungsmauern, Terrasse mit Gewölbekellern, Brunnen und zwei Zimmer mit Ausstattung, 18. Jahrhundert | 2 Place de l'Abbaye (Lage) | PA00078848    | Classé       | 1926 1932 | weitere Bilder |

## Liste der Objekte
| Bezeichnung                                   | Beschreibung                                                               | Standort                        | Kennzeichnung | Schutzstatus    | Datum     | Bild |
| --------------------------------------------- | -------------------------------------------------------------------------- | ------------------------------- | ------------- | --------------- | --------- | ---- |
| Schrein des heiligen Theoderich von Reims (1) | Holz, farbig gefasst und vergoldet, bezeichnet 1827                        | in der Kirche St-Hilaire (Lage) | PM51001838    | Inscrit         | 1989      |      |
| Skulpturengruppe Kreuzigung                   | Stein, 16. Jahrhundert; während des Ersten Weltkriegs zerstört             | in der Kirche St-Hilaire (Lage) | PM51001605    | Classé gelöscht | ? 1942    |      |
| Gemälde Die Emmausjünger                      | mit Rahmen, 17. Jahrhundert; während des Ersten Weltkriegs zerstört        | in der Kirche St-Hilaire (Lage) | PM51001606    | Classé gelöscht | ? 1942    |      |
| Orgelempore                                   | Holz, 15. Jahrhundert; während des Ersten Weltkriegs zerstört              | in der Kirche St-Hilaire (Lage) | PM51001607    | Classé gelöscht | 1911 1942 |      |
| Relief Kreuzigungsgruppe                      | Stein, Anfang des 16. Jahrhunderts; während des Ersten Weltkriegs zerstört | in der Kirche St-Hilaire (Lage) | PM51001608    | Classé gelöscht | ? 1942    |      |
| Skulptur Maria Immaculata                     | Holz, farbig gefasst und vergoldet, 19. Jahrhundert                        | in der Kirche St-Hilaire (Lage) | PM51001837    | Inscrit         | 1989      |      |
| Schrein des heiligen Theoderich von Reims (2) | Eichenholz, zwischen 1228 und 1233                                         | in der Kirche St-Hilaire (Lage) | PM51003738    | Inscrit         | 2019      |      |